# Doyle Bright
Doyle Bright (* 4. September 1961) ist ein amerikanischer Heavy-Metal-Sänger und -Gitarrist. Er erlangte Bekanntheit vor allem durch seine Arbeit mit Rigor Mortis und Hallows Eve. Im Jahr 2015 wurde er mit dem Texas Metal Legends Award ausgezeichnet. Sein Hauptbetätigungsfeld ist derzeit die Band Special Ops Group.

## Karriere

### Rigor Mortis
Ende der 1980er Jahre stieg Bright bei der texanischen Thrash-Metal-Band Rigor Mortis ein, mit der er 1989 die „Freaks“-EP und 1991 das Album “Rigor Mortis Vs. The Earth” als Sänger einspielte. Im Rückblick bezeichnete Bassist Casey Orr Brights Leistung als „ausgezeichnet“ (englisch he was kick-ass). Aber da verschiedene Dinge den Erfolg der Band behinderten und sich eine zu lange Zeit nichts bewegte, zog Doyle 1991 „nach Atlanta oder Birmingham oder wo auch immer er herkam“ (Orr) zurück.

### Hallows Eve
Bis zu seinem Einstieg bei Hallows Eve, einer Thrash-Metal-Band aus Atlanta, im Jahr 2007 sind keine Veröffentlichungen mit anderen Bands bekannt. Als Gitarrist spielte er – gemeinsam mit den Gründungsmitgliedern Stacy Andersen (Gesang) und Tommy Stewart (Bass) – das Album "The Neverending Sleep" ein, das er auch als Produzent aufnahm. Es wurde 2008 zuerst im Eigenverlag veröffentlicht, bevor 2016 über das Label Floga Records eine Wiederveröffentlichung erfolgte.

### Special Ops Group
Da sich bei Hallows Eve über einen längeren Zeitraum nichts tat und auch keine Konzerte gespielt wurden, suchte Bright ab 2014 Musiker aus Atlanta, um die Band Special Ops Group (SOG) zu gründen, bei der er für Gesang und Lead-Gitarre verantwortlich zeichnet. Zu seinen Mitstreitern gehört u. a. der ehemalige Hallows-Eve-Schlagzeuger Dane Jensen. In Eigenregier nahm die Band 2015 ihr Debütalbum „The Gift Of Aggression“ auf und spielte im gleichen Jahr ihre erste Show auf der Hauptbühne des Full Terror Assault-Festivals (u. a. mit Eyehategod, Misery Index und Obituary). Später unterzeichnete die Band einen Vertrag bei Violent Creek Records, wo 2017 das über Soulfood vertriebene Album „God Complex“ erschien. Auf beiden Alben war Bright komplett für das Songwriting verantwortlich.

## Veröffentlichungen
- Rigor Mortis: Freaks (EP, Metal Blade Records 1989)
- Rigor Mortis: Rigor Mortis Vs. the Earth (Album, Triple X Records 1991)
- Hallows Eve: The Neverending Sleep (Album, Selbstverlag 2008, Floga Records 2016)
- Special Ops Group: The Gift Of Aggression (Selbstverlag, Album 2015)
- Special Ops Group: God Complex (Album, Violent Creek Records 2017)